# RG Snyman
Rudolph Gerhardus ’’RG’’ Snyman (Potchefstroom, 29 de enero de 1995) es un jugador sudafricano de rugby que se desempeña como segunda línea y juega en el Leinster Rugby del United Rugby Championship. Es internacional con los Springboks desde 2018.

## Selección nacional
Representó a los Baby Boks en 2015 y participó del Mundial de Italia, donde los sudafricanos obtuvieron la tercera posición.
Rassie Erasmus lo convocó a los Springboks para disputar los test matches de mitad de año 2018 y debutó contra la Rosa. En total lleva 21 partidos jugados y 5 puntos marcados, producto de un try.
Snyman fue nombrado en el equipo de Sudáfrica para la Copa Mundial de Rugby de 2019. Sudáfrica ganó el torneo y derrotó a Inglaterra en la final. En 2023 fue convocado para la Copa Mundial de Rugby de 2023, en la cual Sudáfrica ganó el torneo, derrotando en la final a Nueva Zelanda.

### Participaciones en Copas del Mundo
Erasmus lo trajo a Japón 2019 como suplente de Eben Etzebeth. En 2023 volvió a ir convocado para Francia 2023.
| Mundial                       | Sede    | Resultado | PJ | Tries |
| ----------------------------- | ------- | --------- | -- | ----- |
| Copa Mundial de Rugby de 2019 | Japón   | Campeón   | 7  | 1     |
| Copa Mundial de Rugby de 2023 | Francia | Campeón   | 6  | 1     |

## Palmarés
- Campeón de The Rugby Championship de 2019.
- Copa Mundial de Rugby de 2019[3]
- Copa Mundial de Rugby de 2023